# Яшнов, Борис Дмитриевич
Борис Дмитриевич Яшнов (23 октября (4 ноября) 1881 года, Нижний Новгород — 24 марта 1972 года, Ленинград) — советский военно-морской деятель, инженерный работник, учёный в области проектирования и производства морских артиллерийских орудий, доктор технических наук (1944), инженер-контр-адмирал (1944).

## Биография
Русский, из семьи служащих, знал французский и английский языки. В 1904 окончил механическое отделение Петербургского технологического университета. В 1912 окончил Михайловскую артиллерийскую академию. Заведовал пушечными мастерскими Обуховского сталелитейного завода в 1916. В РККФ с 1918, кандидат в члены ВКП(б) с 1943, членство в ВКП(б) с 1944. Во время Гражданской войны на учебных работах и оборонных заводах. В 1920-х один из организаторов факультета военно-морского оружия в Военно-морской академии. В 1930-х доцент кафедры артиллерийского оружия артиллерийского факультета Военно-морской академии. По заданию правительства руководил созданием особого бюро при НИИ № 13. В годы Великой Отечественной войны являлся начальником кафедры артиллерийского оружия Военно-морской академии. Похоронен на Серафимовском кладбище.

### Звания
- Инженер-капитан 2-го ранга;
- Инженер-флагман 3-го ранга (13 июня 1939);[2][3]
- Инженер-капитан 1-го ранга (8 июня 1940);[4]
- Инженер-контр-адмирал (24 марта 1944)[5].

### Награды
- Орден Святой Анны 3-й степени (1914);
- Орден Святого Станислава 3-й и 2-й степеней (1909, 1915);
- Орден Ленина (1945);
- Орден Красного Знамени (1944, 1947);
- Орден Трудового Красного Знамени (1944);
- Орден Отечественной войны 2-й степени (1945);
- Медали[6].

## Публикации
- Яшнов Б. В. Конспект по курсу механических испытаний металлов и новым методам конструирования и расчета деталей механизмов [Текст] / Инж.-контр-адм. Б. Д. Яшнов ; Воен.-морская ордена Ленина акад. им. К. Е. Ворошилова. Кафедра технологии металлов. — Ленинград : стеклогр. Воен.-морской ордена Ленина акад. им. К. Е. Ворошилова, 1945. — 155 с. : ил., черт.;
- Яшнов Б. В. Проектирование и производство артиллерийских орудий [Текст] : [На правах рукописи] / Доц. Б. Д. Яшнов ; Воен.-морск. акад. РККА им. т. Ворошилова. — Ленинград : [б. и.], 1936. — 1 т.;
- Яшнов Б. В. Технология машиностроения [Текст] : I. Допуски и посадки. II. Предельный мерительный инструмент / инж.-кап. 1 ранга доц. Б. Д. Яшнов; Воен.-мор. акад. ВМФ им. т. Ворошилова. — Ленинград : [б. и.], 1940. — 64 с., 6 л. ил. : ил.;
- Яшнов Б. В. Основы механической технологии металлов [Текст] / Инж.-контр-адм. Б. Д. Яшнов ; Воен.-мор. ордена Ленина акад. им. К. Е. Ворошилова. — Ленинград : [б. и.], 1945. — 141 с. : ил.;
- Яшнов Б. В. Уравновешивание быстровращающихся масс [Текст] / Проф. д-р техн. наук инж.-контр-адм. Б. Д. Яшнов ; Воен.-Мор. ордена Ленина акад. им. К. Е. Ворошилова. — Ленинград : [б. и.], 1945. — 79 с. : ил.;